# インターベール・アベニュー駅
インターベール・アベニュー駅 (Intervale Avenue)、開業当初はインターベール・アベニュー-163丁目駅（インターベール・アベニュー-163ちょうめえき、英語: Intervale Avenue–163rd Street）はニューヨーク市地下鉄IRTホワイト・プレーンズ・ロード線の駅である。ブロンクス区フォックスハーストとウッドサイドに跨がるインターベール・アベニューとウェストチェスター・アベニューの交差点に位置し、2系統が終日、5系統が深夜とラッシュ時を除く終日停車する。

## 駅構造
| P ホーム階 | 相対式ホーム、右側扉が開く | 相対式ホーム、右側扉が開く |
| P ホーム階 | 南行緩行線                 | ← フラットブッシュ・アベニュー-ブルックリン・カレッジ駅行き（プロスペクト・アベニュー駅） ← 平日：フラットブッシュ・アベニュー-ブルックリン・カレッジ駅行き（プロスペクト・アベニュー駅） ← 週末：ボウリング・グリーン駅行き（プロスペクト・アベニュー駅） |
| P ホーム階 | 混雑方向急行線             | ← ラッシュ時混雑方向：通過 → |
| P ホーム階 | 北行緩行線                 | → ウェイクフィールド-241丁目駅行き（シンプソン・ストリート駅）→ 夕ラッシュ時及び深夜帯を除く終日：イーストチェスター-ダイアー・アベニュー駅行き（シンプソン・ストリート駅）→                                                                               |
| P ホーム階 | 相対式ホーム、右側扉が開く | |
| M          | 改札階                     | 改札口、駅員詰所、メトロカード自動券売機 |
| G          | 地上階                     | 出入口 |

駅は1910年4月30日に既存区間の新駅としてインターベール・アベニュー-163丁目駅 (Intervale Avenue–163rd Street) という駅名で開業、ブロンクス区最初のエスカレーターをもつ駅となった。当駅は民間資本で支払われた10万ドルで建設された。駅は相対式ホーム2面と緩行線2線・急行線1線を有した2面3線の高架駅で、中央の急行線はラッシュ時に急行運転を行う5系統が使用している。

### 出口

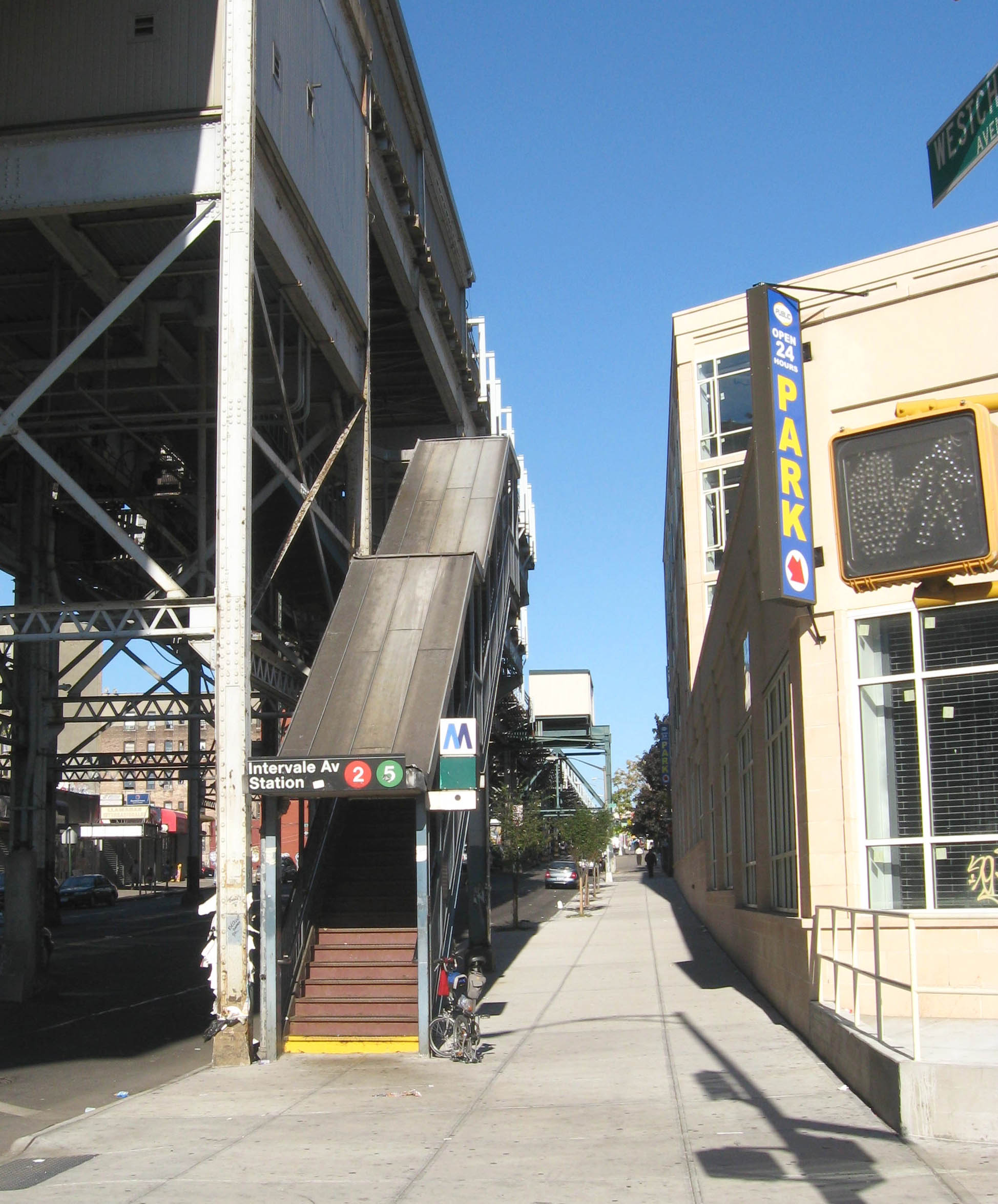
入口

当駅唯一の改札口は駅中央に位置し、ホームの下にある。改札内で南北ホーム間を行き来することが可能で、改札口には回転式改札機ときっぷ売り場がある。改札外にはインターベール・アベニューとウェストチェスター・アベニューの交差点北東への階段1つとエスカレーター1機、同交差点南東への階段1つがある。

### 放火事件

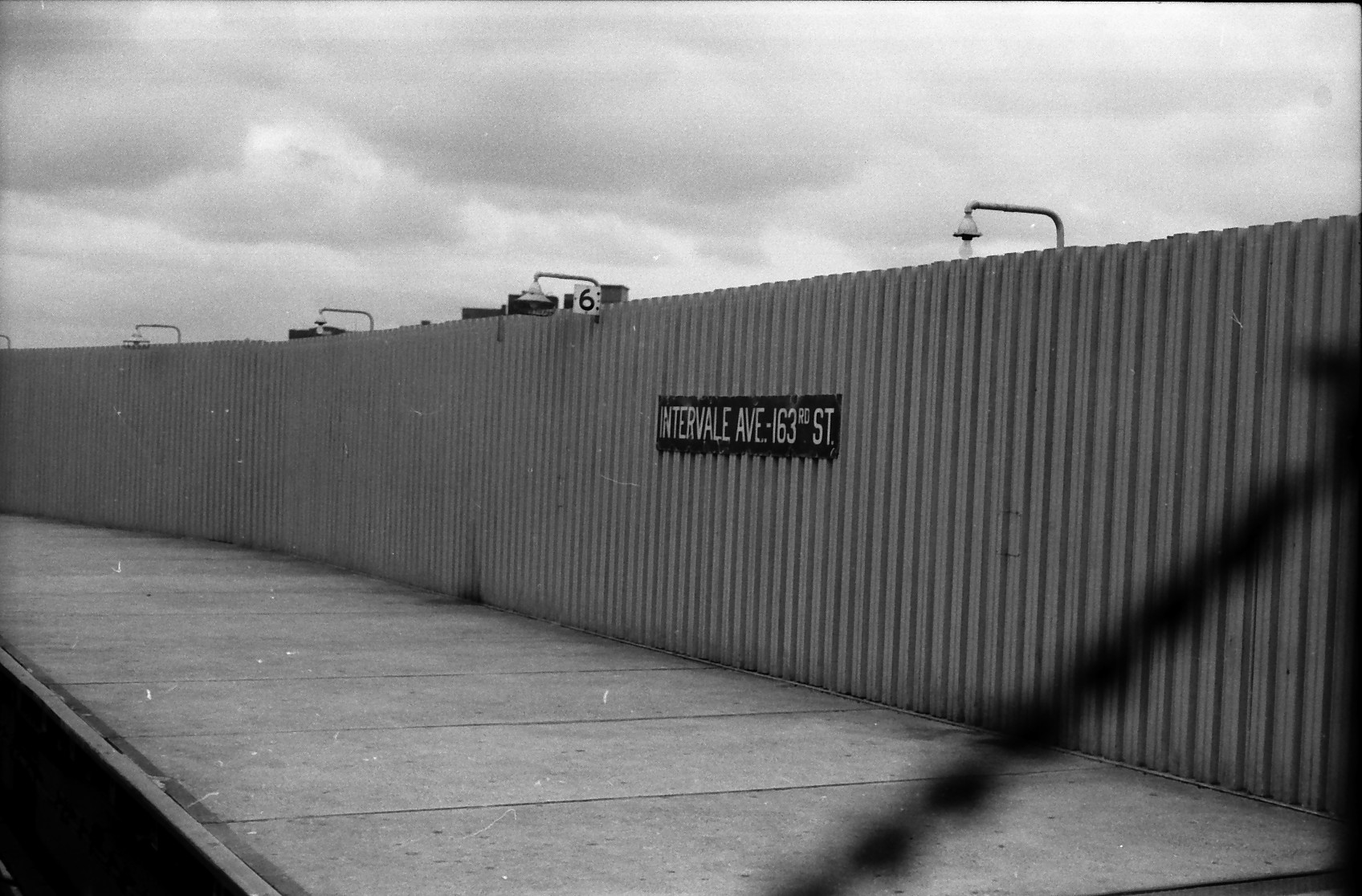
開業当初の駅名の駅名標、1977年撮影

1989年3月15日、3人の男が当駅のきっぷ売り場を襲い現金を奪おうとしたが失敗、その後木製であった当駅の駅舎に放火した。駅員および乗客に重傷者や死者は出なかったが容疑者は逃走し特定されることはなかった。事件の後、ニューヨーク市交通局はプロスペクト・アベニュー駅が当駅に近接しているため、当駅を廃止することを検討した。しかし、地元住民などから反対の声があがり廃止は取り止めとなった。駅舎は木製からコンクリート製に変更され再建された。再建工事には2年半かかった。駅の改札口にはマイケル・ケリー・ウィリアムズが製作したアートワーク『El 2/El 5』が飾られている。これは地下と高架の線路をモチーフとしたモザイクアートとなっている。再建された駅は1992年4月21日に営業を再開した。